# 尼姆斯河
49°50′41″N 6°28′5″E / 49.84472°N 6.46806°E
尼姆斯河是德國的河流，位於萊茵蘭-普法爾茨州，屬於普呂姆河的左支流，河道全長59公里，發源自普呂姆以東的艾菲爾山，流經舍內肯和塞費爾恩，河口處在伊雷爾。